# Aleksander I. Ruski
Aleksander I. Ruski oziroma Aleksander Pavlovič (rusko: Александр Павлович) , ruski car, poljski kralj, * 23. december (12. december, ruski koledar) 1777, Sankt Peterburg, † 1. december (19. november) 1825, Taganrog.
Aleksander I. je bil ruski car v letih 1801–1825 in poljski kralj v letih 1815–1825. Vzgojen v duhu francoskega razsvetljenstva je vzpodbudil razvoj javnega šolstva in reformiral državno upravo. Zavedal se je, da je glavni razlog ruske zaostalosti tlačanstvo, a ni imel dovolj moči in trdnosti, po drugi strani pa preveč nasprotnikov, da bi tlačanstvo mogel, smel in nazadnje tudi hotel odpraviti. Veliko energije je pobralo njemu in takratni Rusiji bojevanje z Napoleonom. Po zmagi nad njim je postal glavni arbiter evropske politike in vodilna osebnost dunajskega kongresa. Ves čas ga je bremenil razkorak med njegovimi idejami in rusko stvarnostjo, tako da je nazadnje zapadel v malodušje in misticizem.

## Mladost
Aleksander je bil najstarejši sin velikega kneza Pavla Petroviča in velike knežne Marije Fjodorovne, princese Württemberg-Montbeliard. Njegova babica, carica Katarina Velika, ga je vzela staršem in skrbela za njegovo vzgojo; od vsega začetka je bila odločena, da ga vzgoji za svojega neposrednega naslednika (da v nasledstvu preskoči svojega čudaškega in muhastega sina Pavla).
Carica Katarina, prijateljica in učenka filozofov francoskega razsvetljenstva, je vabila Denisa Diderota, da bi vzgajal Aleksandra. Ko je ta odklonil, je za to vlogo pridobila odličnega učitelja Harpea (Frédéric-César de la), švicarskega prostozidarja, po prepričanju republikanca, ki je svojemu učencu vcepil rusojevske nazore. Aleksander je zrasel v lepega postavnega mladeniča bistrega duha.
Kot mladeniču so Aleksandru dovolili, da je obiskoval očeta na njegovem posestvu v Gačini v predmestju Petrograda, kjer si je Pavel ustvaril majhno, smešno vladavino, da se je lahko ukvarjal z urjenjem in paradiranjem svoje vojske. Tam je Aleksandra vpeljal v vojaške veščine strog, nepopustljiv in natančen Pavlov oficir Aleksej Arakčejev, ki je postal Aleksandru zvesto vdan in ostal Aleksandrov sodelavec vse do carjeve smrti.
Harpe svoje vzgoje ni mogel pripeljati do konca, kajti carici Katarini je bilo pomembnejše nasledstvo rodbine Romanov. Šestnajstletnega Aleksandra je poročila s sladko in očarljivo štirinajstletno princeso Louise von Baden-Durlach, ki so jo vzljubili vsi razen carja.
Katarina je že napisala listino, s katero je Pavlu odvzela pravico do nasledstva in določila za naslednika ruskega prestola Aleksandra, ko je 17 novembra 1796 nenadoma umrla. Aleksander manifesta ni hotel razkriti in Pavel je postal novi car. Pet let Pavlovega vladanja je bilo za Rusijo temno obdobje.

## Nastop vladanja
Pavlovo tiransko in bizarno obnašanje je vzpodbudilo nekatere plemiče in oficirje k zaroti. Svoj namen so zaupali Aleksandru, češ da bodo prisilili očeta, da se odpove prestolu. Kaj se je v noči 23. marca 1801 dejansko dogajalo v Pavlovi spalnici, se ne ve, a končalo se je s Pavlovim umorom. Zgroženi Aleksander se je sprva upiral, potem pa se je le pustil prepričati in sprejel položaj ruskega carja.
Ljudstvo, ki je v Aleksandru videlo popolno nasprotje njegovega očeta, je novega carja sprejelo radostno iz z velikim pričakovanjem. Tudi sam je bil tedaj poln zanosa in želje, da potegne Rusijo iz njene obupne zaostalosti. Takoj je ukinil številne Pavlove prepovedi: spet so bila dovoljena potovanja v tujino in prihodi tujcev, dovoljen je bil uvoz knjig, tiskarji so dobili več svobode.

## Upravne reforme
Aleksander je iskal rešitve za »dobre zakone, ki bodo vir blagostanja naroda« v krogu štirih vrstnikov, mladih plemičev, navdušenih nad liberalnimi idejami (knez Adam Eži Čartoryjskij, grof Pavel Stroganov, grof Viktor Kohubev, grof Nikolaj Novosiltsev), ki jih je narod poimenoval »tajni svet«, ker nihče ni vedel, o čem razpravljajo.
Na vrh državne uprave so postavili 8 ministrstev. Ustanovljeno je bilo prosvetno ministrstvo, ki je izdelalo začetek obsežnega načrta razvoja javnega šolstva: ustanovljene so bile nove vrste šol, višje šole, učiteljišča in univerze v Petrogradu, Harkovu, Kijevu, Kazanu, Vilni. Leta 1804 je bil izdan zakon o univerzah.
Aleksander se je zavedal, da Rusija od vseh reform najbolj potrebuje odpravo tlačanstva. Toda za izpeljavo te reforme ni imel dovolj odločnosti in energije in, gledano realno, tudi ne možnosti. Z njo bi proti sebi obrnil vse plemstvo, od katerega je bil odvisen. Edino, kar je na tem področju storil, je bilo to, da je prepovedal prodajanje posamičnih tlačanov (še vedno pa je bilo dovoljeno prodajanje celih družin, z zemljišči ali brez njih) in da je leta 1703 izdal zakon o svobodnih kmetih: tlačani so dobili možnost, da se z gospodarji dogovorijo o svoji osvoboditvi; a to je bilo le navidezno olajšanje, kajti malokateri tlačan je imel toliko denarja, da se je lahko odkupil. Toda že takšne male spremembe so konservativni nasprotniki reform imeli za vrhunec liberalizma, za »jakobinske težnje«, ki jim je bilo treba nasprotovati.
Kmalu je pritegnila vso cesarjevo pozornost vojna z Napoleonom. Notranjih reform se je ponovno lotil leta 1808, po srečanju z Napoleonom v Erfurtu (glej spodaj). Na srečanju ga je spremljal Speranski, ki je postal za nekaj časa nepogrešljiv Aleksandrov sodelavec. Kot sin podeželskega svečenika se je s svojo inteligenco povzpel v upravne strukture. Ni skrival navdušenja nad Napoleonom in njegovim Code civil. Pripravil je načrt preoblikovanja Rusije v ustavno monarhijo, dumo naj bi volili posredno državljani z imetjem, kmetom je želel dati osebno svobodo. Toda uspel je le z ustanovitvijo državnega sveta, ki je imel le posvetovalno funkcijo, pa še to le na papirju. Plemstvo Speranskega ni maralo. Ko se je približevalo leto 1812 in se je sovraštvo do Napoleona v Rusiji in na dvoru še stopnjevalo, je bil Aleksander prisiljen Speranskega izgnati iz Petrograda. Popustil je nazadnjaškim idejam domoljubov, ki jih je vodila carjeva ljubljena sestra Katarina Pavlovna. Ocenil je, da je v danih razmerah (napovedovala se je nova vojna z Napoleonom) najbolje, da Rusija ohrani tradicionalne institucije. Vse reforme so zastale.
Aleksander je v zadnjem desetletju svojega vladanja iskal rešitve za družbena vprašanja v misticizmu.

## Zunanja politika

### Do poraza pri Slavkovu (1801-05)
Aleksander je, takoj ko je prišel na oblast, v veliko veselje ruskih trgovcev obnovil stike z Anglijo, ki jih je pretrgal njegov oče. To je bilo v nasprotju z interesi Francije, s katero pa je tudi skušal vzdrževati čim boljše odnose. Sklenil je mirovni sporazum s pruskim kraljem Friderikom Viljemom III. in ustvaril dobre odnose z Avstrijo. V tistem času je bilo med ključnimi državami Evrope sklenjenih vse polno mirovnih sporazumov in Aleksander je bil v svojem začetnem idealizmu prepričan, da vodijo k povezovanju Evrope.
A Napoleon je imel drugačne načrte. Zanašal se je na svojo moč. Leta 1804 se je kronal za francoskega cesarja, pripojil Genovo Franciji, spremenil ustavo Nizozemske in pripravljal invazijo v Anglijo, ki pa jo je potem opustil. V odgovor so se Anglija, Avstrija in Rusija povezale v tretjo koalicijo proti Franciji, Prusija pa je bila na dobri poti, da se jim pridruži.
Vendar Napoleon ni čakal, da zavezniki zberejo svoje vojske. Nepričakovano hitro je pripeljal svojo vojsko z obal Rokavskega preliva v Nemčijo in 20. oktobra 1805 pri Ulmu zajel več kot 20.000 vojakov avstrijskega generala Mocka, zasedel Dunaj in se usmeril proti Moravski, kjer so se zbirale vojske protifrancoske koalicije. Čeprav so zavezniki pričakovali še nove ojačitve, neučakani Aleksander (kot najvplivnejši v zavezniškem generalnem štabu) ni poslušal nasvetov poveljnika ruske vojske, izkušenega generala kneza Kutuzova, naj s spopadom še počakajo. 2. decembra 1805 se je pri Slavkovu spustil v spopad. Napoleon je mojstrsko razbil vojsko zaveznikov in jim zadal hud poraz.
Po bitki je bila ruska vojska v pasti, obkoljena s francosko vojsko. A Napoleon je dovolil umik Rusov proti severu. Tedaj je bil še prepričan, da bo sčasoma Aleksandra pridobil na svojo stran in si bosta, oba cesarja, razdelila Evropo.

### Bojevanje na Poljskem in v Prusij (1806-07)
Toda Aleksandra je žrl sramotni poraz pri Slavkovu. Čeprav so ga svetovalci in sorodniki opozarjali, da zaradi drugih perečih problemov ne kaže vojne z Napoleonom nadaljevati, je izvedel novo, obsežno mobilizacijo. Potem ko je Napoleon oktobra 1806 v bitkah pri Jeni in Auerstedtu popolnoma uničil prusko vojsko in zavzel Prusijo, je Aleksander ponovno vstopil v vojno. S 150.000 vojaki je vkorakal na Poljsko. V bitki pri Pułtusku ob reki Narev (26. december 1806) so zmagali Francozi in zavzeli Varšavo. Tudi po bitki pri Pruskem Eylauu (8. februar 1807), eni najbolj krvavih bitk stoletja (Francozi so izgubili kakih 20.000 in Rusi 30.000 mož), ki se je končala brez zmagovalca, Aleksander še ni hotel slišati za mir. Ko pa so Rusi, okrepljeni s svežimi enotami in številčno močnejši (75.000 Rusov : 26.000 Francozom), katastrofalno izgubili bitko pri Friedlandu (14. junij 1807, danes Pravdinsk jugovzhodno od Kaliningrada), je Aleksander ponudil mir.
25. junija je prišlo pri Tilsitu (danes Sovjetsk), na splavu sredi reke Nemen, ki je ločevala sovražni vojski, do srečanja obeh cesarjev. Aleksander je uporabil ves svoj šarm in se je do Napoleona obnašal zelo prijateljsko. Sprejel je vse Napoleonove zahteve, obljubil da bo prekinil sodelovanje z Angleži in se pridružil Napoleonovi celinski zapori. Priznal je Vojvodino Varšavo. Napoleon ga je kasneje označil kot pravega Bizantinca, prebrisanega, okretnega in lažnivega.
Cesarja sta v Tilsitu razdelila Evropo v interesni coni: Napoleon si je namenil zahodno in centralno Evropo, Aleksandru je prepustil vzhod. Njuni zavezniki so dogovor sprejeli kot izdajalski; zanemarjeni so bili vsi njihovi interesi. Večina Rusov (tudi Aleksandrova mati) je pogodbo sprejela kot veliko ponižanje. Popularnost Aleksandra je v Rusiji močno padla. A car je bil to pot trden. Razpustil je stari tajni svet in si dobil nove sodelavce (Speranski, Nikolaj Petrovič Rumjancev, zunanji minister). Ob strokovni pomoči Arakčejeva, ki je postal njegov nepogrešljivi sodelavec, je reorganiziral in krepil vojsko.

### Obdobje neiskrenega sodelovanja z Napoleonom (1807-12)
Kljub veliki mržnji Rusov do Francozov se je Aleksander v septembru 1808 v Erfurtu ponovno sestal z Napoleonom, kjer sta reševala probleme, ki so se pojavili po tilziškem miru. Tokrat je bil do Napoleona bolj zadržan in mu ni popuščal. V tajnem dogovoru je dobil od Napoleone proste roke za delovanje v Turčiji

in na Švedskem
in se obvezal, da bo na francoski strani v primeru, da se Francija spopade z Avstrijo zaradi interesov v Italiji ali Španiji. Napoleon je prosil za roko Aleksandrove sestre Ane Pavlovne, a je bil odklonjen (o tem je odločala carica mati).
Ko je leta 1809 ponovno izbruhnila vojna med Francijo in Avstrijo, Aleksander kljub svojim obvezam ni posredoval v korist Napoleona in je le hlinil vojskovanje. Napoleon je Aleksandru očital trgovanje z Anglijo preko nevtralnih ladij. Na drugi strani ni bilo všeč Aleksandru, da je Napoleon v Vojvodini Varšavi utrjeval svojo oblast in postavil na čelo poljske vojske zveste mu poljske oficirje. Ko je Napoleon po zmagi nad Avstrijo priključil Franciji nemška ozemlja ob Baltiku in med njimi veliko vojvodino Oldenburg, fevd carjevega svaka (moža Katarine Pavlovne), je Aleksander to razumel kot osebno žalitev. Na obeh straneh so se ponovno začele priprave na vojno.
Napoleon si je zagotovil vojsko Vojvodine Varšave in potegnil iz Španije svoje najboljše enote. Prusija in Avstrija sta mu morali obljubiti po 30.000 vojakov. Do pomladi 1812 je zbral vojsko nad 600.000 mož. Na drugi strani je Aleksander mobiliziral preko 200.000 mož in zahteval od Anglije denarno pomoč.

### Napoleonov pohod na Rusijo (1812)
24. junija 1812 je Napoleon z veliko vojsko 600.000 mož (od tega polovica Francozov) napadel Rusijo. Rusi vojno upravičeno imenujejo domovinska; v njej se je izkazal močan odpor in izredna vzdržljivost celotnega naroda.
Ruse je presenetila številčnost francoske vojske. Niso smeli tvegati spopada, zato so se umikali, Francozi pa so jim sledili. Aleksander, ki se je zavedal, da je pri Slavkovu premočno vplival na generale, se je umaknil iz glavnega štaba, najprej v Moskvo in potem v Petrograd.
Ruski generali so se poskušali Francozom prvič upreti v Smolensku, a so po dveh dneh razstrelili skladišča orožja in se umaknili. Odtlej so za sabo požigali vasi in polja. Kritiki taktike umikanja v ruski vojski so pri Aleksandru dosegli, da je 28. avgusta glavno poveljstvo ruske vojske prepustil izkušenemu generalu Kutuzovu. Ta se je umaknil proti Moskvi, kjer je pričakoval pomoč. Nerad je 7. septembra sprejel bitko pri Borodinu, v kateri ni bilo zmagovalca in tudi ne ujetnikov, bilo pa je na obeh straneh ogromno padlih (60.000 Rusov in 50.000 Francozov). Po bitki je grozila nevarnost, da bo Napoleon s svojo elitno gardo, ki je v bitki ni uporabil, obšel ruske položaje. Kutuzov je zato sprejel nadvse težko odločitev (ki so ji vsi nasprotovali), da Moskve ne bo branil, in se je z vojsko utrdil južno od Moskve.
Francozi so vkorakali v prazno Moskvo, ki je kmalu začela goreti. Gorela je 7 dni. Aleksander ni odgovarjal na Napoleonove pobude za mirovna pogajanja. Rusi so dobivali ojačitve, začelo je snežiti in Napoleonu ni preostalo drugega, kot da je 19. oktobra ukazal umik. Vojska Kutuzova je Francozom, ki so se umikali skozi sneg in mraz, sledila. Prišlo je še do dveh bitk: koncem oktobra pri Malojeroslavcu in 28. novembra pri prehodu čez reko Berezino. 14. decembra je zadnja francoska enota maršala Murata prešla Njemen. S tem so ruski generali opravili svoje delo in na vrsti je bil spet car Aleksander.

### Napoleonov padec (1813–1814)
Vojna je Aleksandra spremenila in ga navdala z energijo in odločnostjo. Odslej je bil on tisti, ki je priganjal k boju do dokončnega uničenja Napoleona. S Prusijo je sklenil zvezo, ki jo je podpirala tudi Anglija in se ji je kmalu pridružila tudi Švedska.
Prusija je Franciji napovedala vojno. Napoleon je uspel zbrati novo vojsko 200.000 mož in pri Lütznu (Großgörschnu, 2. maj) in Budyšinu (20. maj) ponovno premagal zaveznike, ki so se umaknili v Šlezijo. 4. junija sta se Napoleon in Aleksander sestala v Poischwitzu in sklenila premirje, ki je omogočilo mirovna pogajanja v Pragi, ki pa niso uspela. Protifrancoski (četrti) koaliciji se je pridružila še Avstrija.
13. avgusta 1813 je Napoleon še enkrat zmagal pri Dresdnu, njegovi generali pa so doživljali poraze v Šleziji, Prusiji in Češki. Odločilna bitka pri Leipzigu je trajala tri dni (16.-18. oktober). Napoleon je bil končno poražen. Aleksander je ob koncu bitke preprečil plenjenje Leipziga. Napoleonov imperij je začel razpadati.
Ko so zavezniki prišli do Rena, je avstrijski cesar zagovarjal mir z Napoleonom; bal se je premočne Rusije, pa tudi Prusije. Aleksander je bil tisti, ki je zagovarjal popolno uničenje Napoleona.
31. marca 1814 so zavezniki z Aleksandrom na čelu vkorakali v Pariz. Aleksander je užival v vlogi zmagovalca. Napoleon je odstopil in Aleksander je nerad sprejel restavracijo Burbonov, do katerih je imel malo spoštovanja. Ludviku XVIII. je vsilil ustavno monarhijo. Do Francozov pa je bil velikodušen, ublažil je mirovne pogoje in izjavil, da se ni boril proti Francozom ampak proti Napoleonu.

### Dunajski kongres in po njem
Aleksander je postal najmočnejši suveren v Evropi. Vzpodbudil je sklic največjega mednarodnega kongresa na Dunaju, jeseni 1814. To je bil čas razkošnih praznovanj in tudi diplomatskih intrig in hudih sporov. Anglija se je med pogajanji, v strahu pred preveliko rusko močjo, tajno povezala z Avstrijo in Francijo; Rusiji in Prusiji naj bi preprečile zasedbo Poljske in Saške. V nekem trenutku je grozil celo ponoven spopad. Pa je Napoleon, ki se je po stotih dneh pregnanstva na Elbi vrnil v Francijo, pospešil odločanje in malo pred bitko pri Waterlooju je bilo doseženo soglasje; kongres je bil zaključen. Od vseh zaveznikov je Rusija ozemeljsko dobila najmanj: Poljsko s 3 milijoni prebivalcev. Ko je Aleksander zvedel za tajni dogovor med Avstrijo, Anglijo in Francijo, se je v njem naselilo globoko nezaupanje do zaveznikov.
Po kongresu je Aleksander prepustil upravljanje Rusije generalu Arakčejevu. Brezmejno zvest carju, ki se je močno bal revolucije, je general upravljal državo povsem po vojaško in jo preplavil s tajno policijo, kar je vodilo v ovaduštvo in korupcijo.
Aleksander je obdržal zunanjo politiko, ki je bila aktivna na Balkanu, kjer so se proti Turkom bojevale Vlaška, Moldavija in Srbija. Aleksander se je na obešenje grško-pravoslavnega patriarha in škofov leta 1821 odzval le z diplomatsko noto in ni podprl grške vstaje proti Turkom, češ da je vsaka vstaja upor proti Bogu (rusko javno mnenje je to stališče carju močno zamerilo).

### Aleksandrovo zadnje desetletje
Z zaključkom bojevanja proti Napoleonu se je Aleksander dokončno odrekel idealom francoske revolucije in se je tudi kot človek močno spremenil. Močno ga je prizadela »nehvaležnost« okolja. Čeprav se je videl kot zmagovalec nad Napoleonom in osvoboditelj narodov, so ga imeli Nemci za sovražnika; tudi Francozi ga niso marali, čeprav je bila njegova zasluga, da jim ni bilo treba plačevati vojne odškodnine in da so zavezniške vojske zapustile njihovo deželo. Poljska, ki ji je povrnil državnost (zase je ohranil kraljevi naslov), ji dal ustavo in državljansko svobodo, je bila leglo uporov.
Vsemu temu so se pridružili osebni problemi, povezani z vero. Odkar je leta 1812 prebral Biblijo, je začel vsa dogajanja okrog sebe tolmačiti skozi biblijske pripovedi. Ko je potoval po Evropi, je obiskoval svetišča, pravoslavna in tudi druga. Začel se je navduševati za nedogmatsko, »univerzalno« religijo, nase pa je začel gledati kot na izbranca, ki bo poskrbel, da bo krščanstvo, ki bo asimiliralo vitalne dele drugih religij, izboljšalo družbo. V veri je iskal rešitve tudi za družbena in politična vprašanja. Od tod njegova pobuda za sveto alianso, ki je bila septembra 1815 ustanovljene v Parizu. Evropi naj bi prinesla mir na osnovi krščanske ljubezni, a se je kasneje izkazala kot zveza monarhov, ki je s krvavo represijo ohranjala staro politično oblast.
Car pa je tudi reševanje ruskih družbenih vprašanj iskal v misticizmu. Postal je pokrovitelj ruskega biblijskega društva, ustanovljenega leta 1813, ki se je širilo po vsej Rusiji. Njegov navdušenje za biblijska društva je kasneje zamenjalo zanimanje za prostozidarstvo; Rusijo so preplavile prostozidarske lože. Potem so prišle na vrsto različni pravoslavni mistiki (Golicin, Magnicki, arhimedrit Foti, grofica Orlova). Ponesrečila se je Aleksandrova gospodarska inovacija - vojaške kolonije: vojake in njihove družine je skušal naseliti na deželi, da bi jim omogočil stabilnejše življenje, a je to prineslo le veliko trpljenja vojakom pa tudi kmetom.
Med tem pa so se med izobraženo (in zasanjano) plemiško mladino v Rusiji širile ideje francoske revolucije. Pojavljale so se nejasne zahteve po reformah. Tudi Aleksander je vedel, da bi bile reforme nujne, in je megleno obljubljal reorganizacijo države od zgoraj, ustavno monarhijo, kakršno je dopustil na Poljskem. Ker pa ni imel hrabrosti in moči, da bi karkoli spremenil, in ker je bil občutek potrebe po reformah pri njem vezan predvsem na strah pred revolucijo (ta strah se je poglobil z uporom semjonovskega polka leta 1822, ki pa ni bil političen), se je lotil prepovedi.
Prepovedal je prostozidarske lože in druga tajna društva, ki pa v resnici carju niso bila nevarna, saj so temeljila na razsvetljenskih idejah Katarine Velike in mladostnega Aleksandra in so sanjala le o površinskih, nikakor pa ne o globljih družbenih in gospodarskih spremembah. Namesto njih so se pojavila nova društva, ki pa niso več razmišljala le o tem, kakšna naj bo ureditev Rusije, ampak tudi o tem, kako priti do nje. In ugotovila so, da je to lahko le revolucija. Začela so že pripravljati atentat na carja, ko je Aleksander nenadoma umrl.
V zadnjih letih žvljenja je krona postala Aleksandru veliko breme in pred družino in bližnjimi prijatelji ni skrival želje, da bi se ji odpovedal. Njegovi zadnji dnevi so nejasni. Carica je obolela in umaknila sta se v letovišče Taganrog ob Azovskem morju. Car je obiskoval cerkve, džamije, sinagoge. Pri tem je zbolel. Odklonil je zdravniško pomoč, hotel je umreti. Poročilo, da se nanj pripravlja atentat, je brez odziva ostalo na njegovi delovni mizi.
Kmetje so imeli Aleksandra radi; morda se je zaradi tega med ruskim narodom razširila legenda, da ni umrl, ampak se je umaknil nekam v mir, kjer živi kot sveti človek z imenom Fjodor Kuzmič.
V Aleksandrov čas sodijo začetki originalne ruske književnosti. Po vseh večjih centrih Rusije so bila ustanovljena književna društva, kot npr. društvo Beseda (med člani pisec basni Krilov, Deržavin), društvo Arzamas (Žukovski, Puškin).

## Družina
Aleksandrova soproga je bila Elizabeta Aleksejevna (1779–1826), rojena kot princesa Louise von Baden. Imela sta dve hčeri, ki pa sta umrli zelo zgodaj:
- Marija (1799–1800)
- Elizabeta (1806–1808)

Aleksander je imel številne nezakonske otroke, med katerimi jih je devet priznal; tri mu je v letih 1806–1813 rodila poljska kneginja Marija Antonovna Nariškina (1779–1854).
Aleksandra I. je na položaju ruskega carja nasledil njegov 19 let mlajši brat Nikolaj I.